# Transnistrien-Konflikt

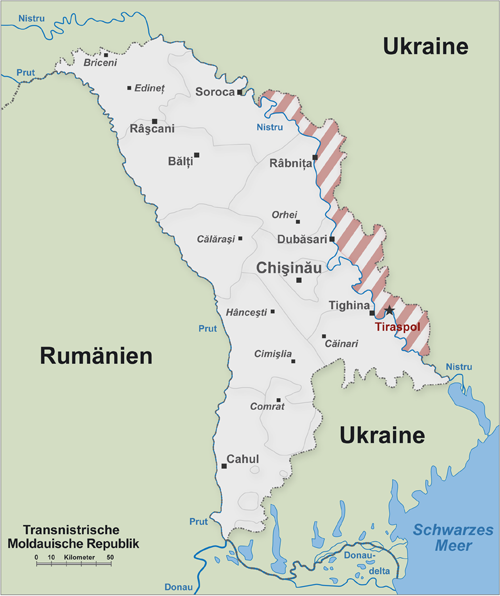
Transnistrien (schraffiert) und die Republik Moldau

Der Transnistrien-Konflikt (russisch Приднестровский конфликт; rumänisch Conflictul din Transnistria) bezeichnet eine seit 1990 andauernde, kurzzeitig auch kriegerische Auseinandersetzung zwischen der ehemaligen Sowjetrepublik Moldau und dem inzwischen de facto unabhängigen Transnistrien, das sich im Zuge des Zerfalls der Sowjetunion von der Republik Moldau abspaltete.
Nach einem kurzen Krieg von März bis August 1992 erreichte Transnistrien eine De-facto-Unabhängigkeit, während Moldau seine Souveränität über das Gebiet einbüßte. Die Kämpfe forderten über 500 Todesopfer und endeten mit dem militärischen Eingreifen der dort stationierten 14. Armee Russlands auf Seiten Transnistriens.
Transnistrien erklärte sich 1992 unabhängig, ist aber wirtschaftlich und militärisch von Russland abhängig und wurde bislang von keinem anderen Staat anerkannt. Das Gebiet gehört völkerrechtlich weiterhin zur Republik Moldau. Der unsichere politische Status Transnistriens behindert seitdem maßgeblich die Entwicklung beider Gesellschaften. Zahlreiche diplomatische Lösungsansätze, auch unter Einbezug anderer Staaten, führten jedoch zu keiner Beilegung des Konflikts. Inzwischen haben sich beide Parteien mit dem Status quo zumindest teilweise arrangiert.
Es handelt sich also um einen „eingefrorenen Konflikt“.
Die Entstehung des Transnistrien-Konflikts ist ursächlich mit der Auflösung der Sowjetunion im Jahr 1991 verbunden. Sie hat ihre tieferen Ursachen in der wechselhaften Geschichte der Region, einer ethnisch-lingual heterogenen Bevölkerung, ungelösten Eigentumsfragen bei der Auflösung der Sowjetunion und in vom Rest Moldaus abweichenden demografischen Verhältnissen in Transnistrien.

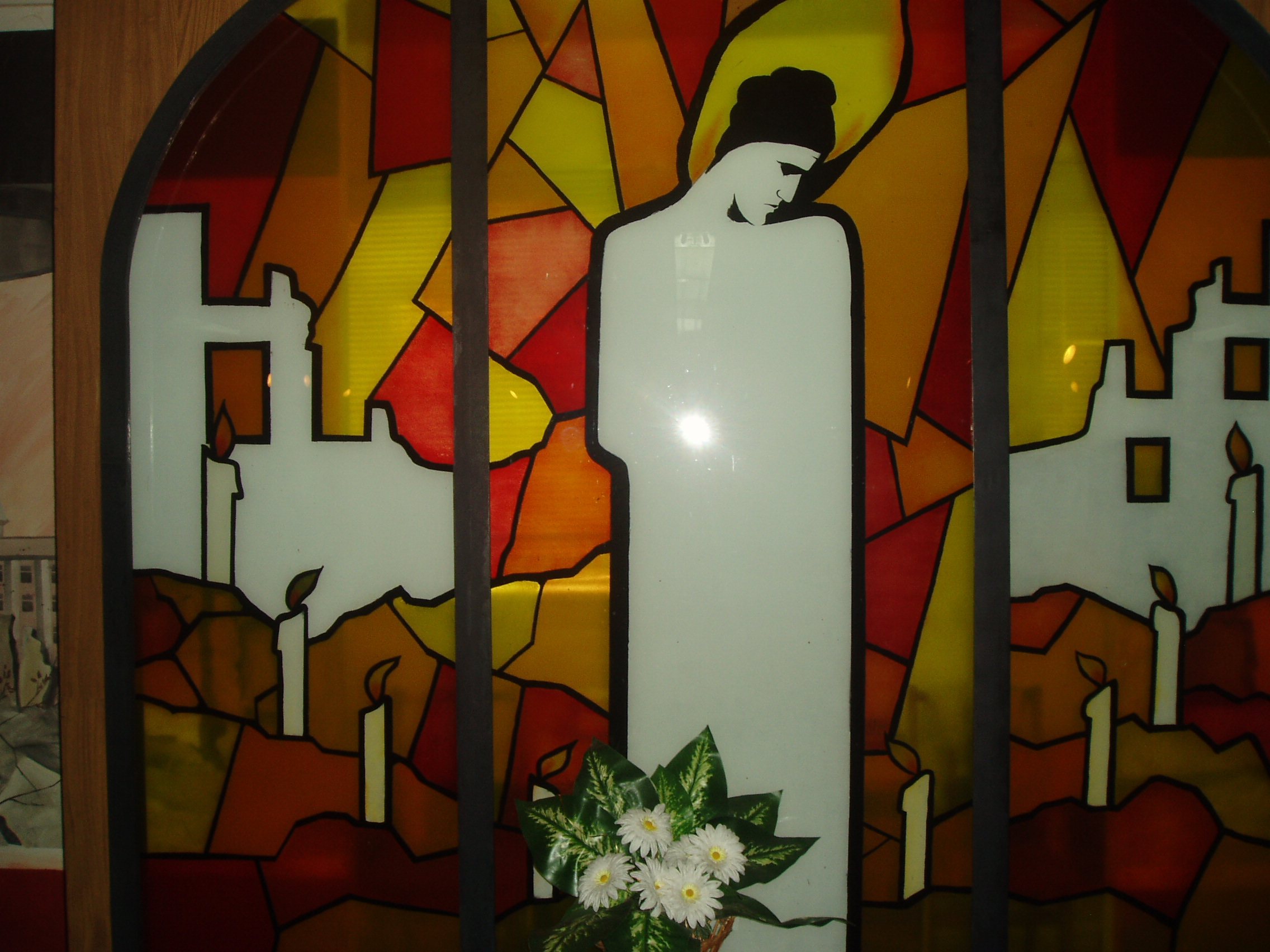
Kriegsmuseum im transnistrischen Bendery

## Ursachen
Bis 1792 gehörte der südliche Teil des heutigen Transnistriens zum Osmanischen Reich, das dieses Gebiet im Vertrag von Küçük Kaynarca an Russland abtreten musste. In diesem spärlich bevölkerten Raum lebten vor allem Tataren, aber auch Moldauer und Ukrainer. Der nördliche Teil gehörte bis 1793 zum Königreich Polen und war vor allem von Moldauern, Ukrainern, Juden und kleinen Gruppen von Polen bevölkert. Seit 1792 begann auch eine umfangreichere Besiedlung durch Russen, es kam zu zahlreichen russischen Stadtgründungen in Transnistrien, wie etwa Tiraspol.
Nach dem Ende des sechsten Russischen Türkenkrieges im Jahr 1812 musste das Osmanische Reich das heute als Bessarabien bezeichnete Gebiet (in etwa heutiges Moldau ohne Transnistrien, aber mit Budschak und Teilen der Oblast Tscherniwzi – Chotyn) an das Russische Reich abtreten. Damit begann der starke Zuzug von Russen und Ukrainern in ein Gebiet, das bis dahin mehrheitlich von Rumänen bewohnt war.
Nach dem Ende des Ersten Weltkrieges im Jahr 1918 wurde Bessarabien, also größtenteils das heutige Moldau, an Rumänien angegliedert. Transnistrien auf der östlichen Seite des Dnjester nahm jedoch eine andere Entwicklung. Das heutige Transnistrien gehörte zur dafür neugegründeten Moldauischen Autonomen Sozialistischen Sowjetrepublik, die wiederum eine autonome Republik innerhalb der Ukrainischen Sowjetrepublik der Sowjetunion war. Die Namensgebung „Moldauische Autonome Sozialistische Sowjetrepublik“ wurde auch gewählt, um sowjetische Ansprüche auf das frühere russische Gouvernement Bessarabien zu untermauern. Im Gebiet des heutigen Transnistrien nahm der Anteil der russischsprachigen Bevölkerungsgruppen weiter zu, zudem wurde die Industrie dieser Region mit Hilfe der zentral gesteuerten Planwirtschaft stark ausgebaut.
Im Zweiten Weltkrieg wurde Bessarabien 1940 zunächst von der Sowjetunion annektiert. Das mit Deutschland verbündete Rumänien besetzte 1941 nach dem Angriff auf die Sowjetunion Bessarabien erneut, musste es nach dem Krieg jedoch endgültig an die Sowjetunion abtreten.
Das westlich des Dnjester gelegene Bessarabien wurde durch die sowjetische Regierung schließlich mit Transnistrien in Form der Sowjetrepublik Moldau vereinigt. Unter der Herrschaft der Sowjets kam es zu weiteren Russifizierungsmaßnahmen, was dazu führte, dass der Anteil der Moldauer auf knapp 40 % im Jahr 1989 sank. Die Vorherrschaft des russischen Idioms in Staats-Karrieren war für die moldauischsprachige Bevölkerung ein Hindernis („Territorialisierter politischer Eliten-Konflikt“). Russen (25,4 % im Jahr 1989) und Ukrainer (1989 etwa 29 %) bildeten zu diesem Zeitpunkt große Bevölkerungsminderheiten. Viele Moldauer und die meisten kleineren Minderheiten wie Bulgaren, Gagausen oder Tataren sprachen ebenso Russisch. In Transnistrien sprach eine Mehrheit Russisch, während in anderen Regionen des Landes Moldauisch (Rumänisch) überwog. Zwar lebten weniger als 30 Prozent der Nicht-Moldauer in Transnistrien, die transnistrischen Städte bildeten jedoch Hochburgen der russischen und ukrainischen Bevölkerungskonzentration.
Nach dem Zerfall der Sowjetunion erklärte sich Moldau im Juni 1990 zu einer unabhängigen Republik und rief am 27. August 1991 die staatliche Souveränität aus.
Der seit der Perestroika immer offener zu Tage tretende Verteilungskonflikt um Hierarchie und Besitztum fand auf der Ebene der Eliten zwischen den aufstrebenden moldauischsprachigen nationalkommunistischen Kadern und der alten sowjetisch geprägten russophonen Nomenklatura statt. Die konkurrierenden politischen Eliten mobilisierten die Bevölkerung anhand ihrer sprachlichen Bruchlinien und machten sich damit ihre Heterogenität zunutze. Während in den meisten Teilen Moldaus die Bevölkerung eine Unabhängigkeit Moldaus befürwortete, waren in Transnistrien und Gagausien die pro-sowjetischen Kräfte in der Mehrheit. Die Spannungen nahmen immer weiter zu, insbesondere als die nationalistisch ausgerichtete moldauische Führung in Chișinău 1989 Russisch als zweite Amtssprache abschaffte. Dies führte zu Entrüstung der russischsprachigen Minderheiten im Land.
Die Führung in Transnistrien um Igor Smirnow und Grigori Marakuza rief schließlich 1990 den östlich des Dnjester gelegenen Landesteil zur eigenen Transnistrischen Sowjetrepublik innerhalb der Sowjetunion aus, was von der Zentralregierung in Moldau jedoch nicht akzeptiert wurde. Im August 1991 erklärte sich die ehemalige Moldauische Sowjetrepublik als Republik Moldau für unabhängig und trat aus der Sowjetunion aus. Die rumänische Sprache wurde die einzige Amtssprache des neuen Staates, das Russische erhielt keine offizielle Stellung mehr, obwohl es die Muttersprache eines großen Teils der Bevölkerung war. Es folgte eine Nationalisierung der administrativen Apparate und ökonomischen Strukturen im Land und kam zu minderheitenfeindlichen Demonstrationen. Die nationalistische Moldauische Volksfront und der damalige Premierminister Mircea Druk strebten zwischenzeitlich sogar eine Vereinigung Moldaus mit Rumänien an. Es kam in Moldau zu Konflikten mit den Minderheiten, die 1989 etwa 35 % der Bevölkerung bildeten. Die Minderheiten waren zudem meist auf einige Regionen konzentriert, insbesondere auf Transnistrien, Gagausien, die Hauptstadt Chișinău sowie die Umgebung von Bălți.
In Transnistrien sahen große Bevölkerungsteile durch die nationalistische Politik in Moldau ihre Rechte als bedroht an. Daraufhin erklärte man sich auch in Transnistrien für endgültig unabhängig und baute eigene staatliche Strukturen auf. Nicht zuletzt wegen der in Transnistrien angesiedelten Industrie und der Wirtschaftskraft dieser Region mit ihrer wichtigen Stahl-, Textil- und Schuhindustrie, Möbel- und Spirituosenherstellung und zahlreichen Kraftwerken war die Zentralregierung nicht bereit, die Abspaltung hinzunehmen.

## Kampfhandlungen

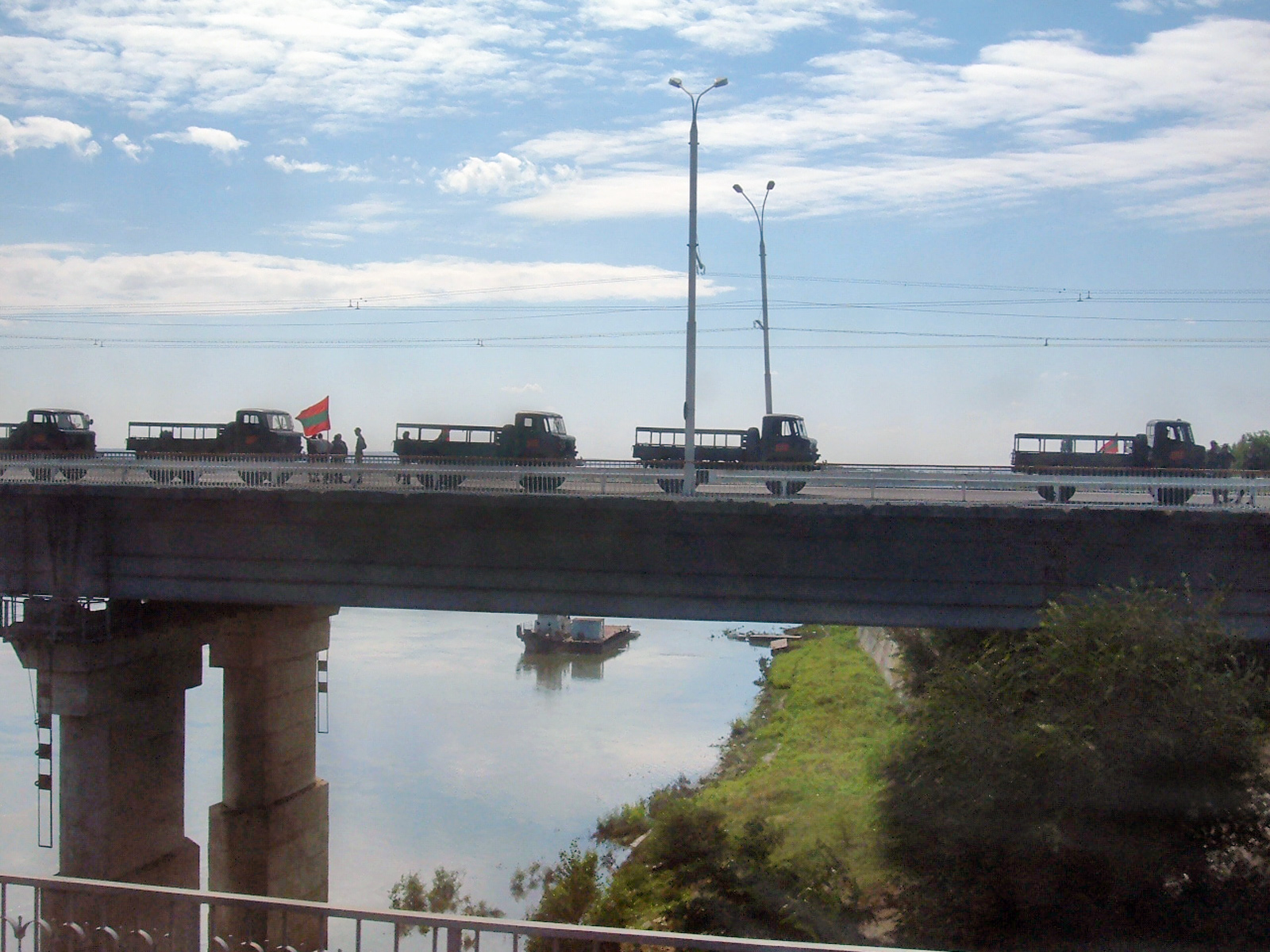
Fahrzeuge der transnistrischen Infanterie auf der Brücke zwischen Tiraspol und Bender

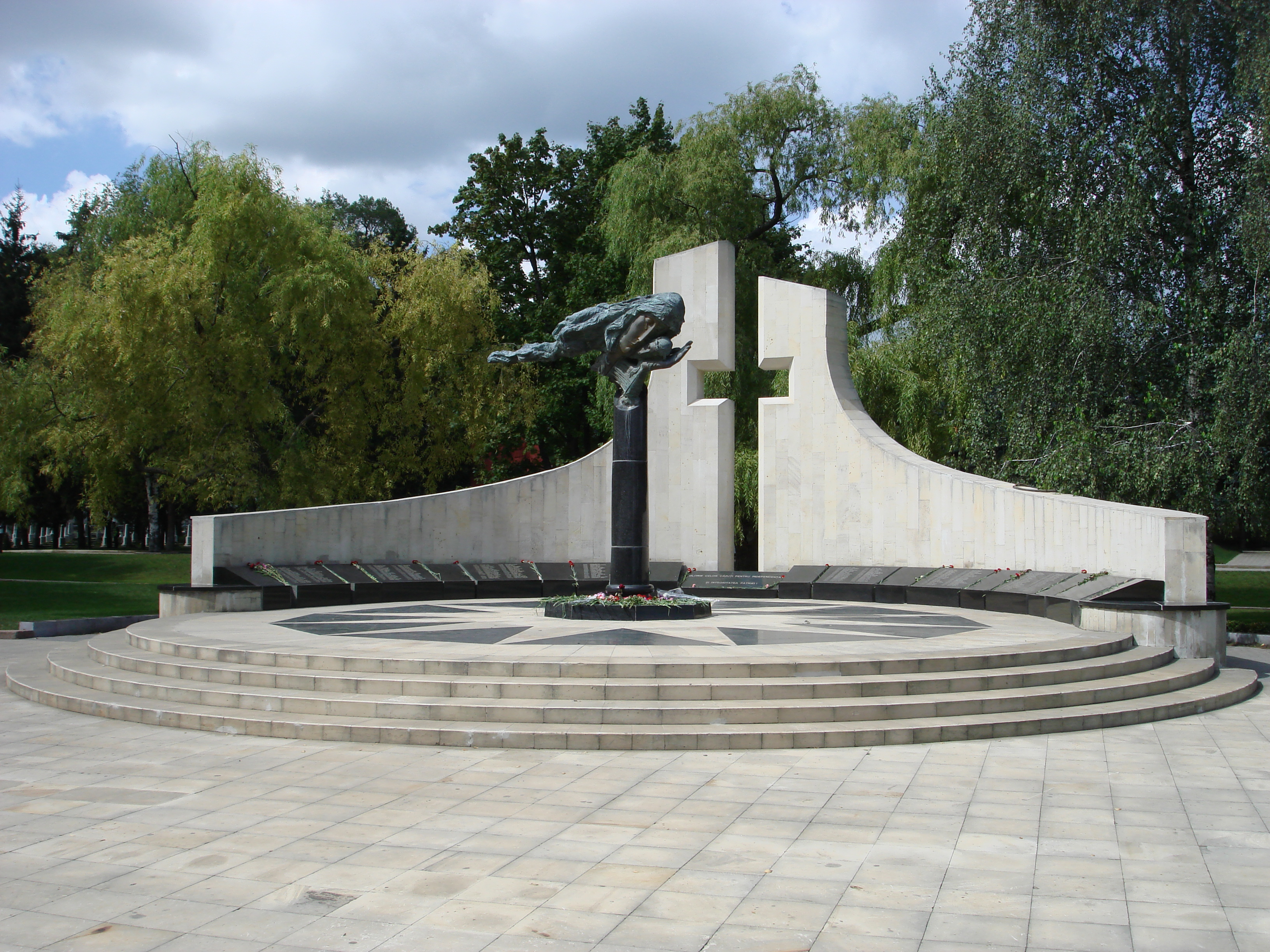
Moldauisches Denkmal „Eternitate“ in Chișinău

Der von restaurativen Kräften initiierte Augustputsch in Moskau 1991 markierte den entscheidenden Eskalationsschritt im Hinblick auf den Transnistrien-Konflikt. Die nationalistisch ausgerichtete moldauische Führung um Mircea Snegur erklärte sich unmittelbar nach dem gescheiterten Staatsstreich, am 27. August 1991, für unabhängig. Die ehemalige Moldauische Sozialistische Sowjetrepublik benannte sich daraufhin in Republik Moldau um, verweigerte Befehle aus Moskau und forderte den Abzug aller sowjetischen Truppen von moldauischem Territorium. Besonders in Transnistrien stieß dies auf Widerstand, Befehle aus Chișinău wurden dort teils offen verweigert.
Schon im September 1990 war unter dem Vorsitz von Igor Smirnow und Grigori Marakuza in Transnistrien ein provisorischer Oberster Sowjet gegründet worden, der die Ziele der unionserhaltenden Kräfte in Moskau unterstützte. Mit dem Scheitern des Augustputschs war die Auflösung der Sowjetunion faktisch besiegelt. In Transnistrien rief man ebenfalls die Unabhängigkeit aus – sowohl von der Sowjetunion als auch von Moldau. Der Interessenkonflikt zwischen Moskau und Chișinău, der mit der Unabhängigkeitserklärung Moldaus zwar zu einem Ende gekommen schien, wurde jetzt durch den Interessenkonflikt mit Tiraspol erneuert.
Der Territorialisierung des Konflikts folgte bald darauf die militärische Eskalation durch den Einsatz der auf dem Territorium stationierten militärischen Ausrüstung, auf die die Machthaber Zugriff hatten. Der Konflikt mit der Regierung in Chișinău schaukelte sich so weit hoch, bis die Lage schließlich eskalierte und zum offenen Bürgerkrieg ausartete. Nach Bildung einer eigenen 10.000 Mann starken moldauischen Streitmacht, die dem Innenministerium unterstand und nach dem Modell der italienischen Carabinieri geformt war, kam es zu Zusammenstößen in Dubăsari und später zu heftigen Auseinandersetzungen in Bender. Die Kämpfe zwischen transnistrischen und moldauischen Einheiten dauerten vom 1. März 1992 bis zum 25. Juli 1992 und endeten mit dem militärischen Eingreifen Russlands. Die 14. Armee der Sowjetunion, die seit 1984 ihr Hauptquartier in Tiraspol hatte und zum größten Teil aus moldauischem/transnistrischem Personal bestand, wurde im April 1992 durch Befehl von Boris Jelzin dem Russischen Heer unterstellt. Unter dem neu eingesetzten Oberkommando von General Alexander Lebed wurde am 3. Juli um 03:00 Uhr ein massiver Artillerieangriff von Formationen der 14. Armee, die am linken Ufer des Dnjestr stationiert waren, auf die im Gerbovetskii-Wald in der Nähe von Bender konzentrierten moldauischen Streitkräfte ausgeführt und beendete de facto die militärische Phase des Konflikts. Auf beiden Seiten kämpften auch Freiwillige aus anderen Ländern, auf moldauischer Seite zumeist Rumänen, während Transnistrien durch Freiwillige aus Russland und der Ukraine unterstützt wurde. Moldau verlor im Laufe des Konflikts endgültig die Kontrolle über Transnistrien.
Von moldauischer Seite wird der Vorwurf erhoben, dass sich Russland mit seiner 14. Armee aktiv an den Kriegshandlungen beteiligt habe. Bei diesem Konflikt kamen die T-64 der 59. Motorisierten Garde-Schützendivision der 14. Armee unter dem Kommando von General Lebed zum Einsatz. Während der Kriegshandlungen wurden zehn T-64BW durch Panzerabwehrwaffen MT-12, 9K113 Konkurs sowie RPGs zerstört bzw. außer Gefecht gesetzt.
Als Grund für das Scheitern der Streitkräfte der Republik Moldau bei der Einnahme des transnistrischen Landesteils wird zumeist die Tatsache gesehen, dass jene zu dieser Zeit dem transnistrischen Militärpotential bezüglich Personal und Ausrüstung in jeder Hinsicht unterlegen waren. Mehr als die Hälfte des Geräts, darunter alle Panzer und zwei kleinere Kriegsschiffe, war nach der Unabhängigkeitserklärung der Republik nach Russland abgezogen worden. Der Regierung in Chișinău verblieb nur ein kleiner Teil der Strukturen der ehemaligen Sowjetarmee. Ihr standen nunmehr überwiegend unerfahrene Rekruten, wenige Afghanistan-Veteranen, die oft als Ausbilder vor Ort fungierten, einige überraschend effiziente Spezialeinheiten der Polizei und viele Freiwillige, vor allem Polizisten, zur Verfügung.
2004 wurden 22.000 Tonnen russisches Militärmaterial aus Transnistrien abtransportiert, nach unabhängigen Schätzungen lagerten dort 2013 noch 20.000 Tonnen. Die Republik Moldau verlangt den vollständigen Abtransport.

## Wechsel an der Spitze der Republik
Seit 1991 fanden fünf Präsidentschaftswahlen in der international nicht anerkannten Republik Transnistrien statt. Von 1991 bis 2011 bekleidete Igor Smirnow das Amt des Präsidenten. 1996 gewann er mit 72 % gegen Wladimir Malachow mit 20 %. 2001 erhielt er 81,9 %, während seine Konkurrenten Tom Senowitsch mit 6,7 % und Alexander Radtschenko mit 4,6 % nahezu chancenlos waren. 2006 gewann Smirnow mit 82,4 %, Nadeschda Bondarenko von der Kommunistischen Partei erhielt 8,1 % der Stimmen, Andrei Safonow, Besitzer und Herausgeber der oppositionellen Zeitung Nowaja Gaseta, 3,9 %. Keine dieser Wahlen wurde von der internationalen Gemeinschaft anerkannt.
Bei den Präsidentschaftswahlen im September 2011 trat Igor Smirnow erneut an und bewarb sich damit für seine vierte Amtszeit. Die russische Regierung hatte ihm jedoch im Vorfeld dieser Wahl ihre Unterstützung entzogen, da er mittlerweile als Hindernis für eine Verhandlungslösung des Konfliktes gesehen wurde. Stattdessen unterstützte man den Sprecher des transnistrischen Parlamentes, Anatoli Kaminski.
Lag Smirnow laut Umfragen zunächst noch an der Spitze, erreichte er im ersten Wahlgang mit etwa 25 % der Wählerstimmen hinter den Oppositionskandidaten Jewgeni Schewtschuk und Anatoli Kaminski nur den dritten Platz.
In der Stichwahl setzte sich dann Schewtschuk mit 73,9 % der Stimmen klar gegen den von Russland unterstützten Kaminski durch.
Bei den Präsidentschaftswahlen 2016 gewann der damalige Parlamentspräsident und vom Kreml favorisierte Kandidat Wadim Krasnoselski mit 62 Prozent der Stimmen.

## Kurze Chronologie des Konflikts
- April 1988: Gründung des Alexe-Mateevici-Clubs von jungen moldauischen Intellektuellen in Chișinău.
- Juni 1988: Gründung der moldauischen demokratischen Bewegung zur Unterstützung der Perestroika.
- Mai 1989: Gründung der Moldauischen Volksfront als Vereinigung zahlreicher nationaler Bewegungen in der Moldauische Sowjetrepublik (MSSR). Sie fordern eine Demokratisierung des Landes und eine Reform der Sprachpolitik, insbesondere die Rückkehr zur lateinischen Schrift.
- Juni 1989: Mircea Snegur wird zum Vorsitzenden des Moldauischen Obersten Sowjets gewählt und übernimmt die Forderungen der Volksfront.
- August 1989: In Chișinău gibt es Großdemonstrationen für Moldauisch als einzige offizielle Staatssprache der Republik und für eine Abschaffung des Russischen als weitere offizielle Sprache. Gleichzeitig formieren sich große Gegenbewegungen, insbesondere in Transnistrien und Gagausien.
- ab November 1989: Erste Zusammenstöße der moldauischen Polizei und transnistrischen Einheiten entlang des Dnjestr.
- Januar 1990: Wahlen zum Obersten Sowjet in der MSSR mit starken Zugewinnen der Kandidaten der Volksfront. In Transnistrien organisiert der OSTK (Vereinigte Rat der Arbeiterkollektive) ein Referendum für eine Autonomieregelung Transnistriens. 96 % sprechen sich dafür aus.
- Juni 1990: Souveränitätserklärung der jetzt in Republik Moldau umbenannten, ehemaligen MSSR.
- September 1990: Unabhängigkeitserklärung der PMSSR (Pridnestrowskaja Moldawskaja Sozialistscheskaja Sowetskaja Respublika) mit der Hauptstadt Tiraspol als eigenständiges Unionsobjekt.
- August 1991: Der Augustputsch in Moskau scheitert. Während er von Tiraspol unterstützt wird, verurteilt ihn Chișinău und erklärt kurz darauf seine Unabhängigkeit von der Sowjetunion.
- September 1991: Aufbau eigener staatlicher Strukturen in Transnistrien.
- Oktober 1991: Ein Waffenstillstand zwischen der Republik Moldau und Transnistrien wird unter Vermittlung des Russischen Obersten Sowjets abgeschlossen.
- Dezember 1991: Transnistrische militärische Einheiten belagern strategische Gebäude in Bender und Dubăsari.
- Januar 1992: Die Pridnestrowskaja Moldawskaja Respublika (PMR) gründet ihre eigenen Streitkräfte und übernimmt Teile der in Transnistrien stationierten 14. Armee.
- März 1992: Eskalation der Auseinandersetzungen in Transnistrien.
- April 1992: Moldauische Einheiten greifen das von der PMR kontrollierte Bender an. Die 14. Armee erhält den offiziellen Status einer Armee der Russischen Föderation. General Alexander Lebed übernimmt das Kommando von Juri Netkatschew.
- 6./7. April 1992: Frieden von Chișinău, d. h. Waffenstillstandsabkommen[15][16]
- April 1992: Trotz eines Waffenstillstands finden vereinzelte Kämpfe statt.
- Mai 1992: Moldauische Einheiten greifen Dubăsari an. Dabei kommen dort stationierte Garnisonen der 14. Armee unter Artilleriebeschuss.
- Juni 1992: Die PMR gründet ihre eigene Armee und fordert die Anerkennung als eigenständige Republik.
- Juni 1992: Während eines Versuchs des moldauischen Militärs, Bender zurückzuerobern, interveniert die 14. Armee unter General Alexander Lebed und drängte die moldauischen Einheiten zurück.
- Juli 1992: Abkommen zwischen dem Präsidenten der Republik Moldau Mircea Ion Snegur und dem Präsidenten der Russischen Föderation Boris Jelzin über einen Waffenstillstand und den speziellen Status von Transnistrien; Einrichtung der JCC (Joint Control Commission / Gemeinsame Kontrollkommission).
- November 1999: Russland verpflichtet sich auf dem OSZE-Gipfel von Istanbul die russischen Streitkräfte bis Ende 2002 abzuziehen.[17] Dieser Verpflichtung wurde bis heute nicht nachgekommen (Stand 2023).
- 2003: Mit dem Kosak-Memorandum schlug Russland die Schaffung eines föderativen Staats Moldawien vor, in dem Transnistrien und Gagausien eine Sperr-Majorität eingeräumt werden sollte in allen Fragen, die diese Regionen getreffen. Der moldawische Präsident Wladimir Woronin lehnt dieses jedoch ab.
- 22. April 2022: Der russische Generalmajor Rustam Minnekajew erklärt, dass Russland neben dem Donbass auch den kompletten Süden der Ukraine bis nach Transnistrien einnehmen wolle.[18] Nicht nur in der Ukraine, sondern auch in der Republik Moldau werde die russischsprachige Bevölkerung unterdrückt. Das Außenministerium Moldaus bestellt daraufhin den russischen Botschafter ein.[19]
- 26. April 2022: Nachdem in Transnistrien zwei Radiomasten gesprengt wurden,[20] warnt das russische Außenministerium vor einem Szenario, in dem Russland intervenieren müsse. Moldaus Präsidentin Maia Sandu bezeichnet die Anschläge als einen Versuch, den Frieden in Moldau zu stören.[21]

## Auswirkungen

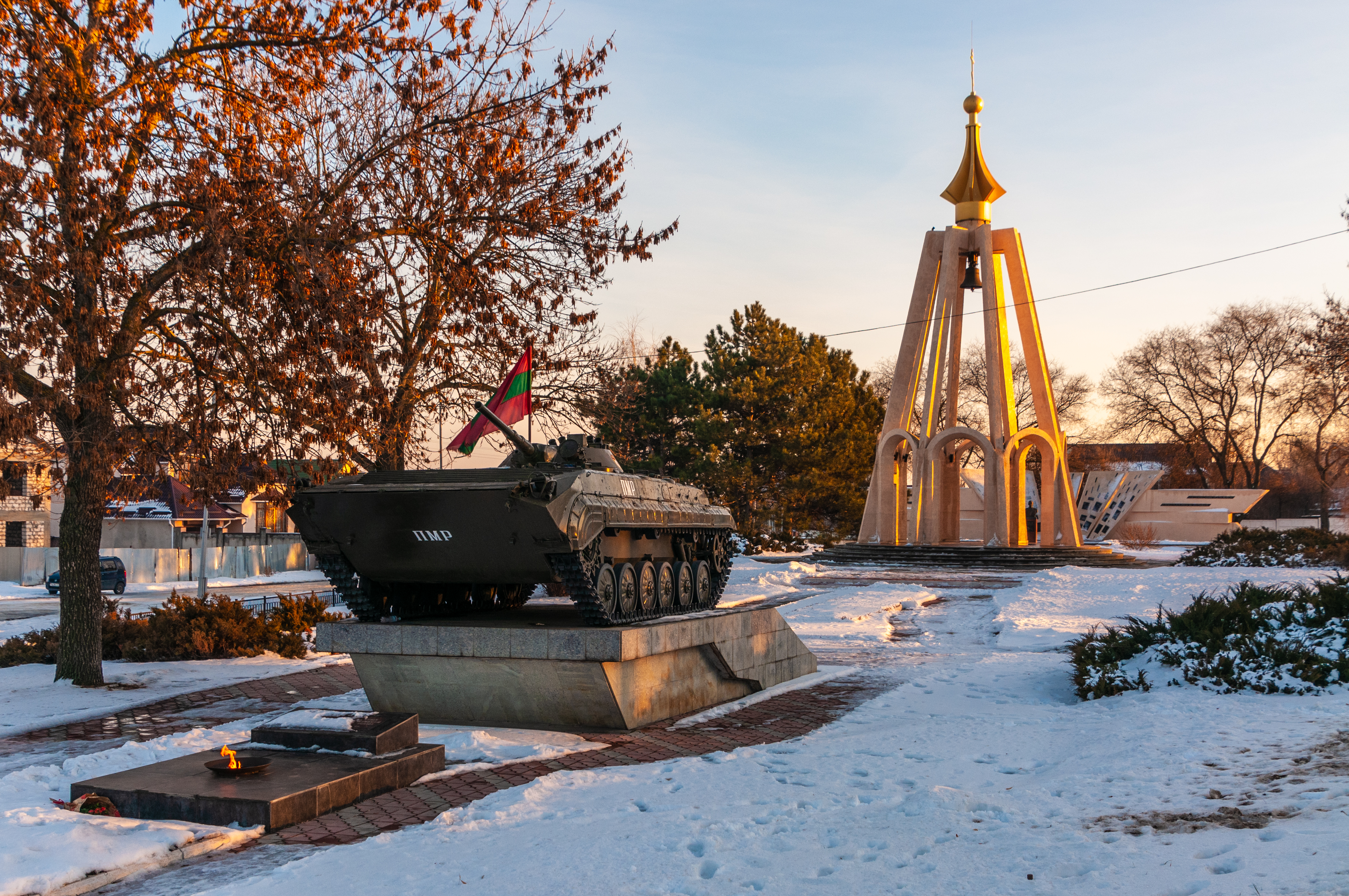
Kriegsdenkmal in Bender

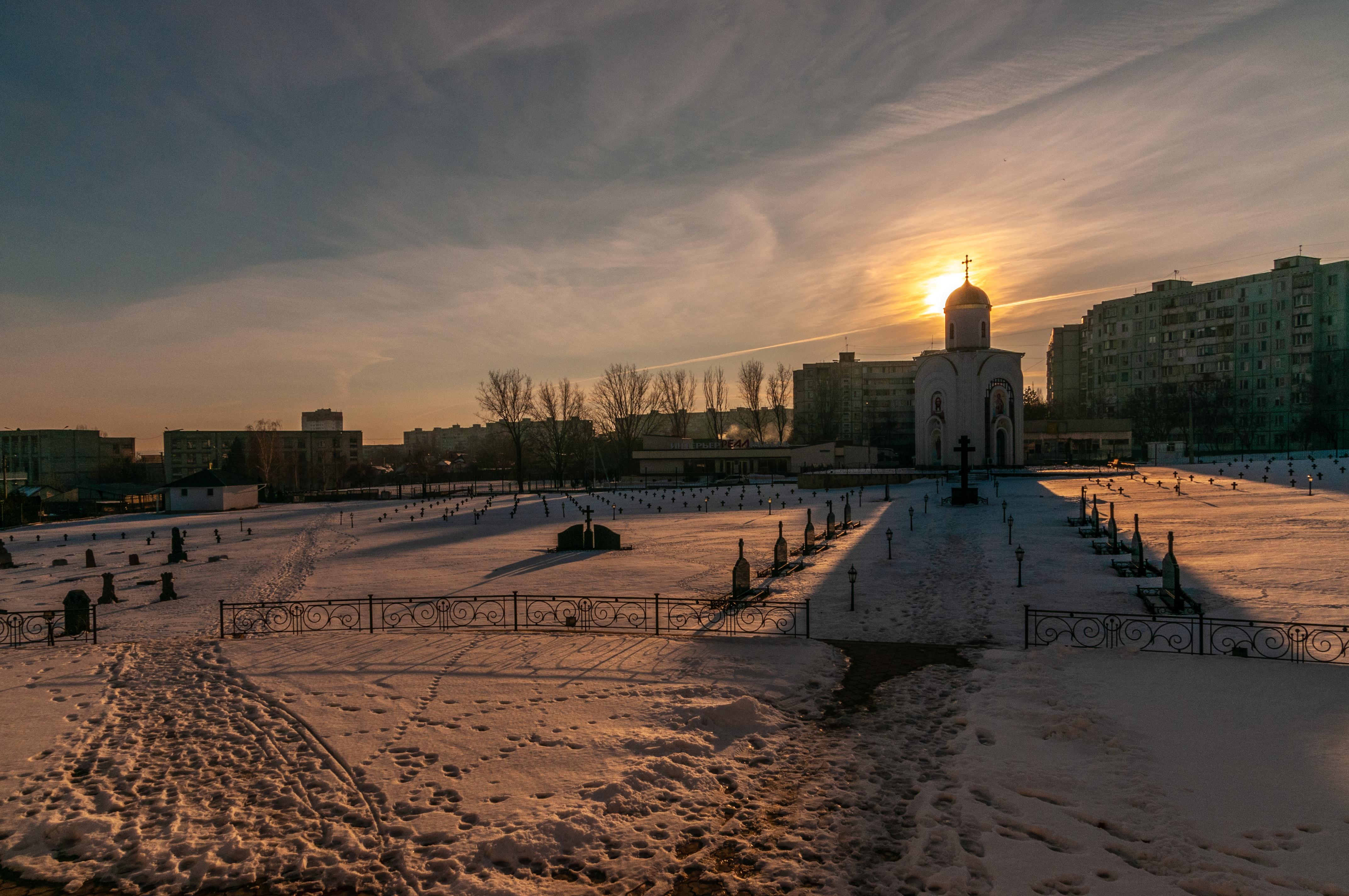
Kriegsfriedhof in Bender

Unter russischer Vermittlung wurde eine gemeinsame friedenssichernde Truppe gegründet, bestehend aus 3800 russischen, 1200 moldauischen und 1200 transnistrischen Soldaten. Diese Einheiten bildeten einen „Friedenskorridor“ zwischen den kämpfenden Parteien und beendeten so am 21. Juli 1992 die Kampfhandlungen durch einen Waffenstillstandsvertrag. Im Waffenstillstandsabkommen wurde die nationale Integrität der Republik Moldau bestätigt; der PMR wurde jedoch das Recht auf die Abhaltung einer Volksabstimmung zuerkannt, falls die Republik Moldau sich mit Rumänien vereinigen sollte.
In den 1990er-Jahren wurden bei den OSZE-Gipfeln in Istanbul und Lissabon Erfolge seitens der moldauischen Diplomatie erzielt: Die internationale Gemeinschaft erkannte die Schwere des Konflikts an und veranlasste die Russische Föderation, dem Abzug aller russischen Streitkräfte bis zum Jahr 2002 zuzustimmen. Der Abzug der Truppen wurde in allen Dokumenten mit einer endgültigen Lösung des Status von Transnistrien verbunden. Da hierüber jedoch zwischen der Regierung der Republik Moldau und der Regierung Transnistriens kein Übereinkommen erzielt werden konnte, bleibt die Stationierung der Operationellen Gruppe der Streitkräfte der Russischen Föderation bis heute bestehen.
Im Juli 2002 wurde in Kiew auf Initiative der OSZE ein Abkommen zwischen den Konfliktparteien geschlossen, das eine Föderalisierung der Republik Moldau in Betracht zog. Da das Dokument aber beide Seiten zu keinen verbindlichen Schritten verpflichtete und insgesamt mehr Fragen aufwarf als beantwortete, war dieses Treffen letztlich nur ein weiterer Schritt im Prozess des Einfrierens des Konfliktes. Dennoch scheint eine Föderalisierung der Republik Moldau der einzig gangbare Weg zu sein, wenn eine Lösung des Transnistrien-Konflikts in den derzeitigen völkerrechtlich anerkannten Grenzen der Republik Moldau erfolgen soll. Der Status quo sieht jedoch so aus, dass es der Führung um Igor Smirnow gelungen ist, eigene staatliche und militärische Strukturen aufzubauen, die eine derartige Lösung unwahrscheinlich erscheinen lassen. Die moldauische Regierung hat zwar ihr Ziel einer Wiedervereinigung mit Rumänien aufgegeben, besitzt aber dennoch keinerlei Kontrolle über Transnistrien.
Seit 2005 finden Verhandlungen über die Zukunft Transnistriens im „5+2-Format“ statt, an denen Moldau, Transnistrien, die OSZE, Russland und die Ukraine sowie als Beobachter die EU und die USA teilnehmen. Die Gruppe traf sich (Stand: Februar 2022) einmal wöchentlich in Bender, konnte aber keinen Durchbruch erzielen.
Die Europäische Union vertritt die Position, dass zur Stabilisierung des Staates Republik Moldau eine Sicherung der Landesgrenzen unabdingbar ist. Ebenso hat die Regierung in Chișinău erkannt, dass alle Schritte hin zu einer europäischen Entwicklung mit einer Stabilisierung ihrer Ostgrenze verbunden ist. Aus diesem Grund gibt es seit dem 30. November 2005 die EUBAM, eine Grenzkontrollmission der Europäischen Union an der moldauisch-ukrainischen Grenze zur Unterbindung des Waffen-, Menschen- und Drogenschmuggels von und nach Transnistrien.
Bei dem im September 2006 stattgefundenen Referendum in Transnistrien stimmten 97 Prozent der Bevölkerung für die Abspaltung der Region von der Republik Moldau und für einen späteren Anschluss mit Russland.
Am 18. November 2008 hat die NATO eine Resolution veröffentlicht, welche die Russische Föderation auffordert, die „auf dem Istanbuler OSZE-Gipfel 1999 eingegangenen Verpflichtungen einzuhalten und die in der Region illegal stationierten Truppen zurückzuziehen.“
Die Generalversammlung der Vereinten Nationen (UNGA) forderte am 22. Juni 2018 in der Resolution 72/282 den vollständigen und bedingungslosen Abzug aller russischen Streitkräfte aus dem Staatsgebiet der Republik Moldau. Für die Vorlage stimmten 64 Staaten; 15 Staaten votierten dagegen und es gab 80 Enthaltungen. Russlands stellvertretender UN-Botschafter Dmitri Poljanski verwies wie die UN-Resolution auf die bestehenden Vermittlungsbemühungen der OSZE im Transnistrien-Konflikt, vertrat aber die Ansicht, dass die Resolution den Bemühungen der OSZE schade.
Transnistriens Militärbudget betrug 2021 etwa 17 Millionen $. Es unterhält eigene Truppen in einer Stärke von 4000 bis 7500 Mann.
Anfang März 2022 erklärte die transnistrische Regierung, ihre Truppen nicht für den russischen Angriff auf die Ukraine zur Verfügung zu stellen, ein Sprecher der ukrainischen Armee bestätigte dies.
Am 21. Februar 2023 widerrief Putin ein im Jahr 2012 erlassenes Dekret, wonach bei der Lösung des Transnistrien-Konflikts die territoriale Integrität der Republik Moldau gewahrt bleiben müsse. Am 24. Februar erklärte Russland, dass es jeden Angriff auf seine in Transnistrien stationierten Truppen als Angriff auf die Russische Föderation betrachten werde. Die International Crisis Group stufte die Lage in Moldova im Februar 2023 als „deteriorated“ (verschlechtert) ein.

## Opferzahlen
Nach Angaben des Uppsala Conflict Data Program wurden während der bewaffneten Phase des Konflikts 1991–1992 insgesamt 585 Menschen bei Kampfhandlungen getötet, die meisten von ihnen bei Kämpfen zwischen Bender und Tiraspol.